# Philips VG 8235
Philips VG 8235 (VG 8235) је кућни рачунар фирме Philips који је почео да се производи у Холандији током 1985. године.
Користио је Zilog Z80 A микропроцесорску јединицу а РАМ меморија рачунара је имала капацитет од 128 KB. 
Као оперативни систем кориштен је MSX DOS.

## Детаљни подаци
Детаљнији подаци о рачунару VG 8235 су дати у табели испод.
|                       |                                                                            |
| 8235                  |                                                                            |
| Произвођач            |                                                                            |
| Тип                   | кућни рачунар                                                              |
| Меморија              | 128                                                                        |
| Поријекло             | Холандија                                                                  |
| Година                | 1985                                                                       |
| Тастатура             | пуни помак тастера, 73 тастера са функцијским тастерима и тастерима смјера |
| Процесор              |                                                                            |
| Фреквенција процесора | 3,58                                                                       |
| RAM                   | 128                                                                        |
| ROM                   | 64                                                                         |
| Текст                 | 40 или 80 знакова x 24 линије                                              |
| Графика               | 7 графичких модова: 512 x 212 пиксела највише                              |
| Боја                  | 256 истовремено највише, између 512                                        |
| Звук                  | 3 канала, 8 октава                                                         |
| Димензије             | 28 x 21 x 4,2 / 820g                                                       |
| Портови               |                                                                            |
| Оперативни систем     |                                                                            |